# Inspecteur Mergou
Inspecteur Mergou est une série télévisée d’animation 3D humoristique algérienne diffusé sur Echorouk TV. Produits par la société de production Not Found Prod, les épisodes durent de 4 à 5 min, sous forme de jeu par sms. La première saison a été diffusée en 2014 au moment du ramadan. Il s'agit de la première série d'animation algérienne en 3D.

## Synopsis
L’inspecteur Mergou est un détective privé algérien qui intervient sur des crimes ou de voles dans la société. Il fait face à des énigmes qu’il résout sans les révéler au public, incitant ainsi celui-ci à participer au jeu et à trouver le coupable parmi plusieurs suspects.
La participation au jeu se fait en envoyant la réponse par sms. Au début de l’épisode suivant, l’inspecteur lève le voile sur le coupable.

## Histoire
La série reprend le nom d'un personnage humoristique des années 80 créé par l'acteur Aziz Smati, l'inspecteur Mergou, « le roi des évidences »,.